# 霜ばしら
霜ばしら（しもばしら）とは、宮城県仙台市内において10月から4月の期間限定で販売される銘菓で、晒し飴の一種である。繊細で壊れやすいため、米由来のらくがん粉で満たされた化粧缶に入れて売られる。
口の中でほろりと消える食感が人気であり、期間限定商品のため駅や空港等ではあまり販売されていないことから、重役や最得意先用の仙台お土産品として企業で用いられることも、しばしばである。